# Franciszka Ostrowska
Franciszka Ostrowska z domu Durbajło (ur. 19 lipca 1933 w Winniczkach, zm. 15 listopada 2018) – polska polityk, posłanka na Sejm PRL IX kadencji.

## Życiorys
Pochodziła z okolic Wilna. Uzyskała wykształcenie podstawowe, w 1949 podjęła pracę w ogrodnictwie. Od 1950 pracowała w Gorzowskich Zakładach Przemysłu Bioweterynaryjnego „Biowet” w Gorzowie. W 1960 wstąpiła do Polskiej Zjednoczonej Partii Robotniczej. Przewodnicząca Ligi Kobiet Polskich. W latach 1985–1989 pełniła mandat posłanki na Sejm PRL IX kadencji w okręgu Gorzów Wielkopolski, zasiadając w Komisji Spraw Samorządowych.
Otrzymała Złoty Krzyż Zasługi. Wraz z mężem Władysławem (1928–2014) pochowana na Cmentarzu Komunalnym w Gorzowie Wielkopolskim (42A/2/4) .